# فيليبي فاسكيز
فيليبي فاسكيز (بالإسبانية: Felipe Vázquez)‏ هو لاعب كرة قاعدة فنزويلي، ولد في 5 يوليو 1991 في سان فيليبي، فنزويلا ‏ في فنزويلا.

## وصلات خارجية
- فيليبي فاسكيز على موقع دوري كرة القاعدة الرئيسي (الإنجليزية)
- فيليبي فاسكيز على موقعبيزبول رفرنس.كوم (الدوري الرئيسي) (الإنجليزية)
- فيليبي فاسكيز على موقعبيزبول رفرنس.كوم (الدوري الثانوي) (الإنجليزية)
- فيليبي فاسكيز على موقع إي إس بي إن.كوم (أم.أل.بي) (الإنجليزية)
- فيليبي فاسكيز على موقع مشجعي الرسوم البيانية (الإنجليزية)